# When Joe Went West
When Joe Went West è un cortometraggio muto del 1913 interpretato da Emma Bell Clifton e Louise Fazenda.

## Produzione
Il film fu prodotto dalla Powers Picture Plays di Pat Powers.

## Distribuzione
Distribuito dall'Universal Film Manufacturing Company, il film - un cortometraggio in una bobina - uscì nelle sale cinematografiche statunitensi il 1º dicembre 1913.